# 용주사
용주사(龍珠寺)는 조계종의 절로 경기도 화성시 송산동 화산에 위치해 있다.
신라 말기인 854년에 염거화상(廉居和尙)이 지었고, 원래 이름은 갈양사(葛陽寺)였다. 고려 때인 10세기에 확장되었다. 조선 정조때에 아버지인 사도세자를 기리기 위해서 정조의 명으로 18세기에 다시 지어졌다. 현재 대한불교 조계종 제2교구 본사이다.

## 역사

### 고려 시대 국가의 축원도량 갈양사
용주사는 신라 문성왕 16년(854년)에 갈양사라는 이름으로 창건되었다. 창건주는 염거화상으로 도의국사에 이어 가지산문 제2대 조사이다.
용주사 수륙대재가 우리나라 최초로 970년 고려 광종때 시작 되었다. 고려 왕실의 원찰이 되어 국가적 지원을 받기 시작하며, 조선 시대에는 절의 명맥은 유지된다.
고려 광종 때는 혜거국사가 머물며 국가의 축원도량으로 삼았다는 기록도 남아 있지만 갈양사는 병자호란 때 소실된 후 폐사되었다.

### 정조대왕의 효심이 깃든 효찰 대본산
갈양사가 다시 중창하게 된 것은 조선 제22대 정조 임금 때다. 정조는 즉위 13년을 맞던 해 전농동 배봉산에 있던 아버지 사도세자의 묘를 이곳으로 이장하고, 수원화성과 행궁을 만드는 대대적인 역사를 벌인다. 아버지 묘와 화성의 건설과정을 보기 위해 수시로 이곳까지 거둥하게 되자 아예 시흥으로 질러가는 새로운 길을 만들기도 하고 안양의 만안교라는 돌다리도 새로 만들어 놓게 된다.
이때 정조의 마음을 크게 움직인 스님이 보일당 사일스님이다. 장흥 가지산 보림사 출신이었던 보일스님은 정조에게 부모은중경의 내용을 설해주었다고 한다. 정조는 보일스님이 들려준 부모은중경의 내용에 깊은 감명을 받아 사도세자의 묘를 이장하고 그 주변에 폐사된 갈양사터에 절을 새로 중창하여 용주사라 이름 붙여서 사도세자 묘의 능침사찰로 삼았다.

### 대한불교조계종 제2교구 본사
일제 시대에 30본산의 중에 하나가 되어 경기남부의 49개 절과 암자를 관할하는 본사 역할을 한다.
용주사는 정조대왕의 효성이 깃든 효심의 본찰이자 경기도 남부지역에 분포하고 있는 80여 사찰을 거느린 대한불교조계종 제2교구 본사로 오랜 역사와 문화재 그리고 수행의 전통을 간직한 사찰이다.

## 소장 문화재

### 국보
- 용주사 동종 - 국보 제120호

### 보물
- 불설대보부모은중경판 - 보물 제1754호
- 화성 용주사 대웅보전 - 보물 제1942호

### 경기도 유형문화재
- 용주사상량문 - 경기도 유형문화재 제13호
- 전적수사본 - 경기도 유형문화재 제14호
- 용주사병풍 - 경기도 유형문화재 제15호
- 용주사대웅전후불탱화 - 경기도 유형문화재 제16호
- 화성용주사오층석탑 - 경기도 유형문화재 제212호
- 화성용주사대웅보전목조삼세불좌상 - 경기도 유형문화재 제214호
- 화성 용주사 목조감실 - 경기도 유형문화재 제222호
- 화성 용주사 지장전목조지장보살좌상과 시왕상일괄 - 경기도 유형문화재 제223호
- 화성 용주사 삼장보살도 - 경기도 유형문화재 제225호
- 화성 용주사 중종 - 경기도 제226호
- 화성 용주사 남무대성인로왕보살번 - 경기도 유형문화재 제237호
- 화성 용주사 전답양안2건 - 경기도 유형문화재 제269호

### 경기도 문화재자료
- 용주사천보루 - 경기도 문화재자료 제36호
- 화성 용주사 목조불패 - 경기도 문화재자료 제151호
- 화성 용주사 목조소대 - 경기도 문화재자료 제152호
- 화성 용주사 청동시루 - 경기도 문화재자료 제156호

## 체험 및 시설

### 템플스테이
용주사에서는 내·외국인을 위한 다양한 템플스테이 프로그램을 운영하고 있다.

## 갤러리

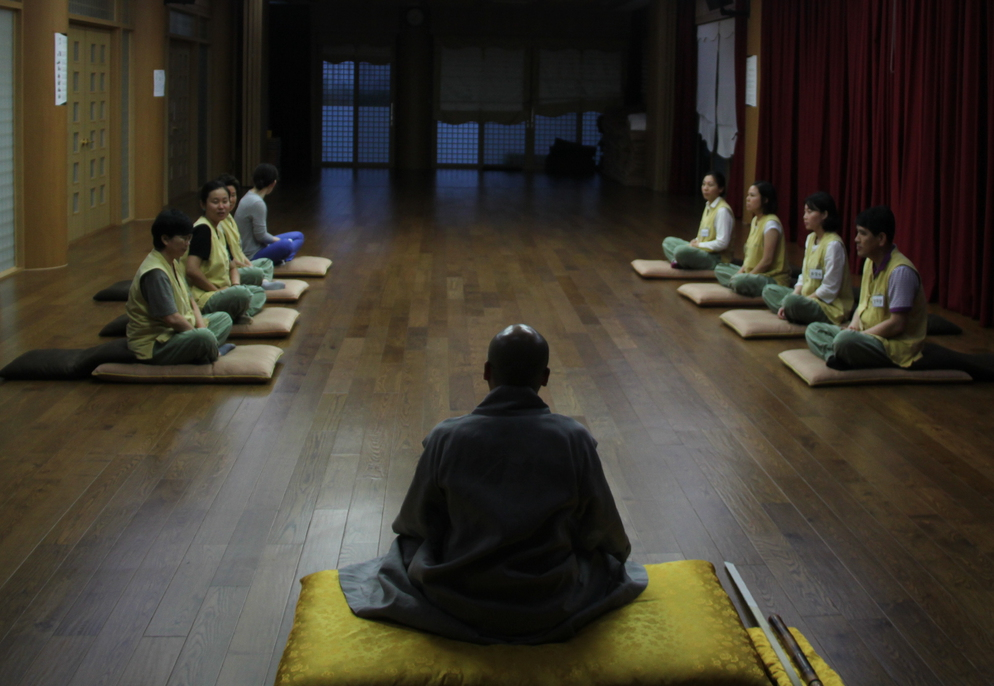
용주사 템플스테이 모습
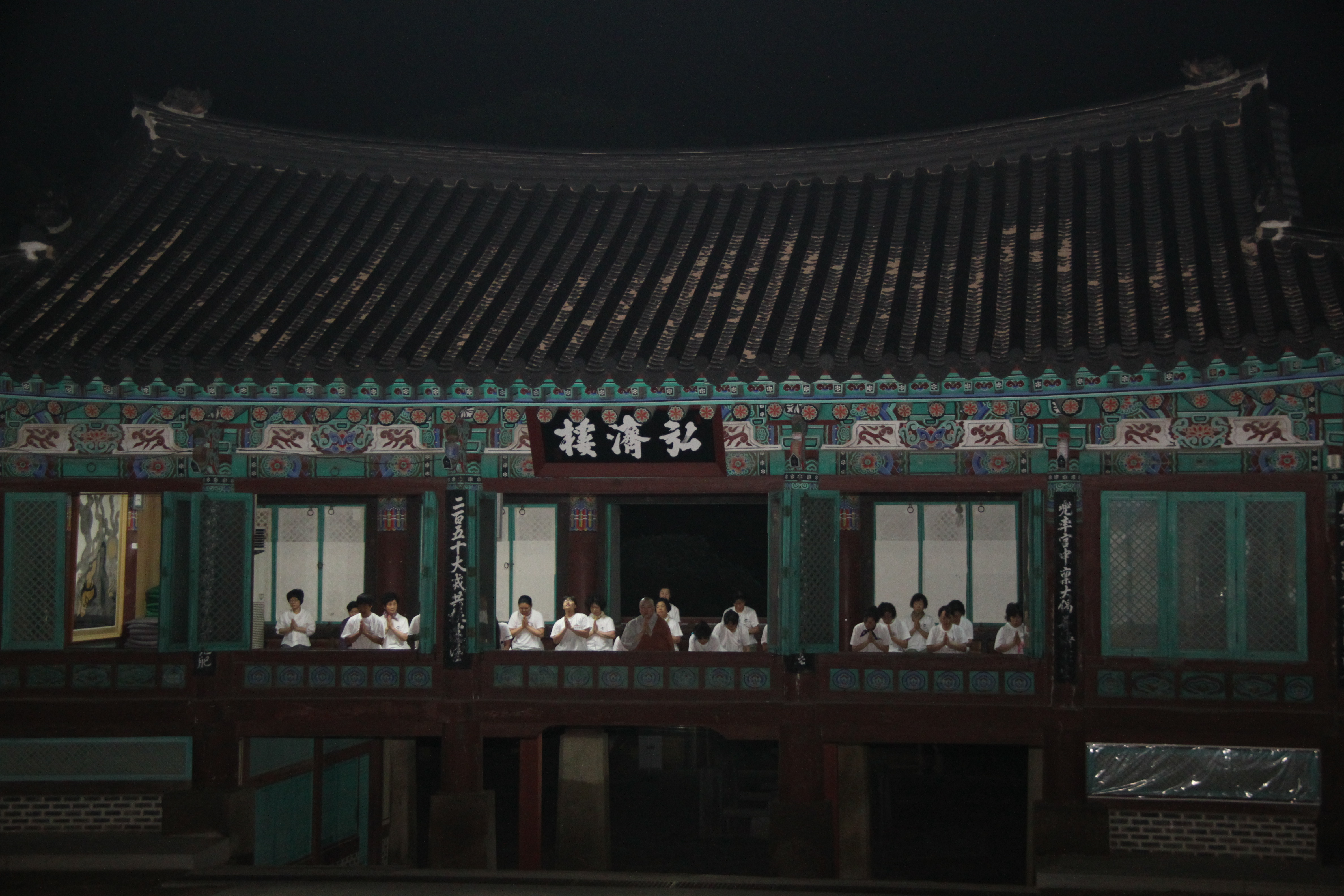
용주사 템플스테이 참선 모습
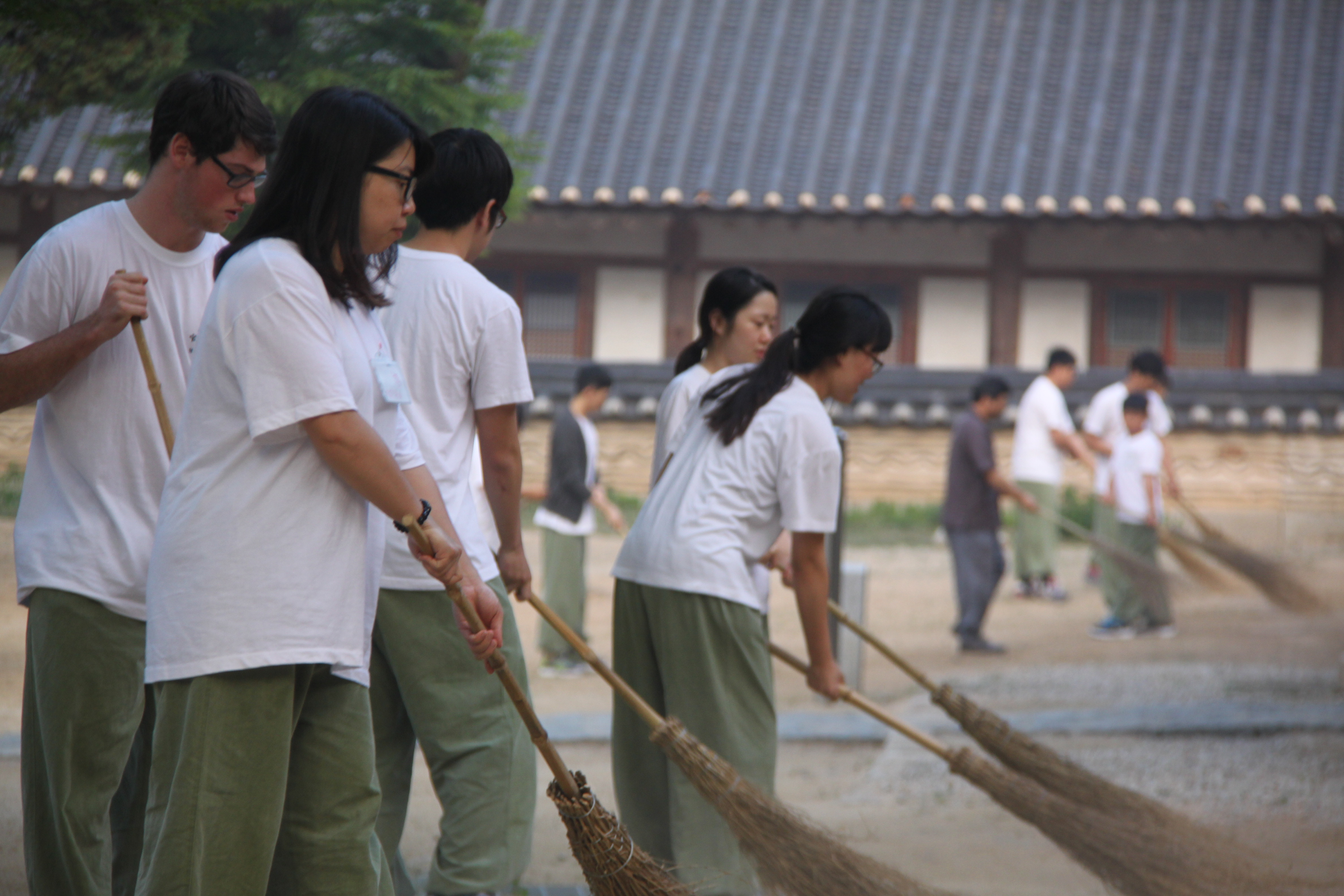
용주사 템플스테이 참가자들

## 같이 보기
- 한국의 불교
- 대한민국의 종교
- 예부#고려